# Henneguya zschokkei
Henneguya zschokkei, або Henneguya salminicola — вид паразитичних кнідарій з родини Myxobolidae підкласу міксоспоридій.
Паразитує на деяких видах лососевих риб з роду тихоокеанських лососів. Його хазяями можуть бути: нерка, кета, чавича, горбуша, кижуч, анадромні різновиди райдужної форелі.
Описані випадки потрапляння цього виду в організм людини.

## Відсутність мітохондрій
Henneguya salminicola — єдина відома багатоклітинна тварина, у якої геть відсутні мітохондрії і мітохондріальна ДНК, що означає, що вона не використовує аеробне дихання для виробництва енергії, отримуючи її якимось іншим, поки невідомим, способом.